# Sergiolus guadalupensis
Sergiolus guadalupensis är en spindelart som beskrevs av Norman I. Platnick och Mohammad U. Shadab 1981. Sergiolus guadalupensis ingår i släktet Sergiolus och familjen plattbuksspindlar. Inga underarter finns listade i Catalogue of Life.